# 수라개갑
수라개갑(修羅開匣)은 《가정교사 히트맨 REBORN!》의 등장인물들인 리얼 6조화가 사용하는 궁극의 박스 개갑 형태다. 사용자의 몸에 박스병기를 심어 그것을 개갑해 육체 자체를 박스 병기로 바꾼 것이고, 자신과 박스 병기의 능력을 곱해 인간을 넘어선 엄청난 힘을 끌어낼수 있다.

## 형태
수라개갑(修羅開匣)은 다른 박스 병기와는 달리 리얼 6조화들의 심장에 박혀 있는 박스를 이용해 개갑한다. 이 박스를 개갑하면 엄청난 양의 필살염의 오라에 둘러싸이면서 파워 업된 형태를 드러내는데, 리얼 6조화마다 각기 형태가 다르지만 공통점은 자신의 필살염을 어깨부근에 달아 추진력으로 쓰고 있고, 가슴에 박스가 박혀있던 자리에는 밀피오레 패밀리의 마크가 새겨진다.

## 6조화 별 수라개갑
- 태양의 수호자(淸) - 데이지(Daisy : 데이지 꽃)
  - 수라개갑 형태 - 도마뱀  :  <루체르톨라. 델. 셀레노>(Rucertola Dell Sereno / 태양 도마뱀)
  - 파워를 전개하면 전신의 피부 및 손발이 녹색의 도마뱀 비늘처럼 변하고 손가락 발가락도 도마뱀의 그것처럼 뭉툭하고 굵어지며 안구의 눈동자도 파충류처럼 세로꼴로 변한다. 또한 양 어깨에서 대량의 태양의 필살염이 분출되며 몸 전신에 필살염이 순환하는 상태가 된다. 이 형태로 있을 땐 도마뱀의 꼬리를 끊어도 재생하는 능력이 데이지의 태양의 필살염과 융합되어, 전투 중에 아무리 상처를 입거나 몸이 잘려나가도 순식간에 초고속 재생을 해버린다. 그 재생 능력은 압도적으로, 심지어 본체에서 잘려나간 육체 파편 쪽에서 데이지의 몸이 새로 생겨나는 것도 가능(다만 이 경우에는 몸이 생겨난다 해도 그건 단지 저장된 필살염으로 재생되는 것일 뿐 그쪽은 링을 갖고 있지 않기에 본체처럼 무한 재생은 불가능하다).

- 안개의 수호자(霧) - 토리카부토(草烏 : 투구 꽃)
  - 수라개갑 형태 - 나방  :  <팔레나. 디. 네비아>(Falena Di Nebbia / 안개 나방)
  - 파워를 전개하면 등에 나방의 날개와 머리에 더듬이가 생긴다. 전신에 안개의 필살염을 두르고 있으며 이 상태의 나방의 날개 무늬를 보게 되면 전신의 모든 감각이(심지어 초직감까지도) 혼란스러워지며 주변의 상황에 대해 아무것도 구분을 못하게 된다. 한 번 나방의 날개 무늬를 보면 이미 상대는 환각 세계에 걸려든 상태가 되어, 설령 눈을 감고 기척을 느껴보려 해도 환각이 뇌까지 침투하기 때문에 소용이 없어진다. 그야말로 궁극의 환술.

- 폭풍의 수호자(嵐) - 자쿠로(石榴 : 석류나무 꽃)
  - 수라개갑 형태 - 티라노사우루스  :  <티란노사울로. 템페스타>(Tyrannosaulo Tempesta / 폭풍 티라노사우루스)
  - 파워를 전개하면 전신이 티라노 사우루스가 인간화된 형태처럼 변신한다. 몸뚱이의 크기도 커지고, 눈동자는 파충류처럼 세로꼴이지만 데이지보다 훨씬 더 위협적이며 전신에 단단한 공룡의 피부가 폭풍의 필살염으로 코팅되어 나타나기 때문에 아무리 강한 필살염을 담은 공격도 그 몸에 닿는 순간 새까맣게 타버리는 뛰어난 방어력을 갖고 있다. 또한 공격력, 스피드, 지구력 및 다른 신체 능력들도 월등히 증강되며, 공격 하나하나에 폭풍의 필살염이 깃들어 있어 전투 능력 면으로는 말 그대로 엄청나게 강력한 힘을 발휘한다. 일설로는 너무 강한 파워로 박스 단일 개체만으로는 성능이 안정되지 않기 때문에 박스를 사용자의 체내에 묻을 수밖에 없었다고도 말해진다. 어느 쪽이든 경이로운 전투력을 갖춘 박스 병기다. 몸 길이는 3.1m.

- 비의 수호자(雨) - 블루벨(Blue Bell : 블루벨 꽃)
  - 수라개갑 형태 - 쇼니사우루스  :  <쇼니사울로. 피오자>(Shonysaulo Pioggia / 비의 쇼니사우루스)
  - 파워를 전개하면 하반신이 쇼니 사우루스의 형태로 변하며 팔에도 작은 지느러미가 생긴다. 또 머리의 파란 액세서리들은 합쳐져 하나의 큰 액세서리가 된다. 이 모드가 되면 블루벨은 심해 1000m에서도 숨을 쉬며 활동할 수 있는 초인적인 심폐 능력과 잠수 능력, 순도 100%의 비의 필살염으로 이루어진 철벽의 완전 투명 배리어를 몸에 지니게 된다. 그 때문에 수중전에서는 패배한 적이 없다. 이동할 때는 마치 물 속에서 헤엄치듯이 하늘을 날아다닌다. 주로 암모나이트 형상을 한 박스 병기를 사용. 몸 길이는 2m.

- 구름의 수호자(雲) - 키쿄우(桔梗 : 도라지 꽃)
  - 수라개갑 형태 - 스피노사우루스  :  <스피노사울로. 누볼라>(Spinosaulo Nuvola / 구름 스피노사우루스)
  - 파워를 전개하면 머리카락은 엄청난 길이로 길어져 늘어뜨려지고 키쿄우는 공중에 떠 있게 되며, 그 머리카락에서 무수히 많은 스피노 사우루스들의 머리가 생겨난다. 또 키쿄우의 몸 자체도 변하는데, 얼굴에는 무늬와 뿔이 생기고 팔에도 역시 뿔이 자라나며, 손 또한 공룡처럼 날카로워지고 안구도 파충류처럼 세모꼴로 변하고, 팔의 뿔과 옆구리 부분에서 구름의 필살염을 뿜어내는 모습이 된다. 키쿄우의 설명에 의하면 이 스피노 사우루스들은 자신의 신체를 이용해 구현화시키는 것인데 구름의 필살염을 이용해 무한 증식시켜 공격과 방어 두 가지로 동시 사용이 가능하다. 여러 개로 뻗어나온 스피노 사우르스들의 머리는 공격 대상을 물어뜯거나 물고 늘어지는 등 다양한 방식으로 공격하며, 키쿄우가 자랑하는 땅 속에서의 공격은 방어가 불가능하다. 게다가 키쿄우 자체의 스피드도 사람이 따라올 수 없을 정도. 키쿄우가 가진 구름 속성의 증식 능력으로 인해 복수의 머리로 분열한 모습은 이미 공룡의 원형을 남기고 있지 않으며, 그 무서운 자태와 압도적인 파괴력은 박스 병기의 도달점의 하나라고 말해진다. 실제로 리얼 6조화 중 최강의 공격력이라고 함. 몸 길이는 12~30m(약 아파트 10층 높이)

- 번개의 수호자(雷) - 고스트(Ghost - 雪岳草 : 설악초 꽃)
  - 수라개갑 형태 - 없음
  - 없음